# Laistrygoner
Laistrygoner var i grekisk mytologi en grupp människoätande gestalter på en av de öar som Odysseus besökte. De påminner mycket om cykloperna, men är mindre detaljerat beskrivna.